# María Luisa Hidalgo Riestra
María Luisa Hidalgo Riestra  (Guadalajara, el 5 de mayo de 1918 - ídem 1990) fue una narradora y poeta. Estudió en la Escuela Normal y concluyó la maestría en Letras en la Universidad de Guadalajara. Fue profesora de Historia y Literatura española en la Escuela Preparatoria; Secretaria de Actividades Culturales en el Departamento de Extensión Universitaria. 
Inició escribiendo cuentos para niños a finales de la década de los treinta del siglo XX. Las inquietudes sociales de aquel entonces inspiraron la temática de sus escritos: por ejemplo, uno de sus cuentos Primero de mayo fue galardonado en 1936, así como en 1937 la Dirección General de Educación, premio el cuento Juanito, el obrero.  En 1948 obtuvo el segundo lugar en un concurso de cuentos para teatro guiñol por el trabajo La boda frustrada. 

## Obras
Colaboró en Et Caetera, Letras de México, Papel de Poesía, Prisma, Revista de Educación, Summa, Tierra Nueva, y Xallixtlico. Premio de Teatro Infantil del Departamento de Educación de Jalisco 1949. Premio Jalisco 1955.
Autora de varios volúmenes de poesía, entre los que destacan:
- Prisión distante[4]
- Presagio a la muerte[5]
- Retorno amargo[6]
- El Ángel angustioso[7]
- Cuentas de cuentos[8]